# Мальта та Рух неприєднання

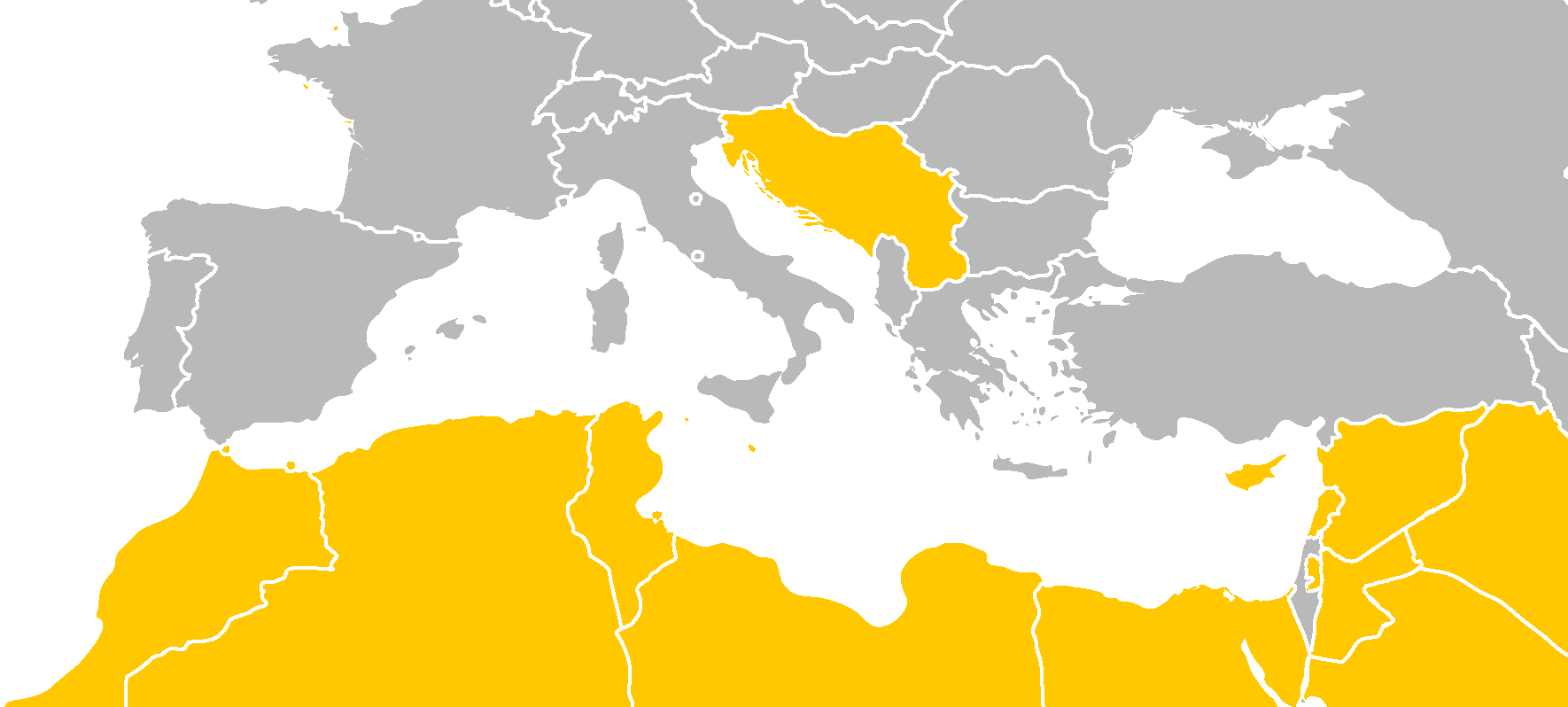
Країни Середземномор’я (Близького Сходу, Північної Африки та Європи) часів холодної війни — члени Руху неприєднання.

Середземноморська острівна країна Мальта була третьою європейською державою-членом Руху неприєднання (після держав-засновниць Кіпру та СФР Югославії), яка приєдналася до нього в 1973 році. Країна залишалася частиною руху до 2004 року, коли однією з вимог розширення Європейського Союзу 2004 року був вихід Мальти з Руху неприєднання. Таким чином, процес європейської інтеграції вплинув і обмежив подальшу інтеграцію Мальти та взаємодію з сусідніми країнами, що не приєдналися.
Участь мальтійців у русі була мотивована захистом миру та розвитку в Середземномор’ї та посилилася після відходу британських військ, що залишилися, з острова в 1979 році. Мальтійська асоціація з неприєднаними країнами під час холодної війни сприяла південноєвропейським (грецьким, португальським і мальтійським) лівим партіям, більш тісному зв’язку з ідеями групи ДН, ніж з ідеями західноєвропейської соціал-демократії. У 1984 році країна прийняла першу в серії зустрічей міністрів середземноморських країн, що не приєдналися.
Принципи нейтралітету та неприєднання були включені до Конституції Мальти в 1986 році як частина компромісу між правлячою Лейбористською партією Мальти та основною опозиційною Націоналістичною партією.